# Al-Kadhimiya-moskee
De Al-Kadhimiya-moskee is een sjiitisch heiligdom in de Irakese hoofdstad Bagdad, in de wijk Kadhimiya.
In deze moskee zijn de graven te vinden van Moesa al-Kazim en Mohammed at-Taqi, respectievelijk de zevende en negende imam, beide behorende tot de Twaalf Imams van de Jafari.
De moskee is sinds 2004 het decor geweest van een aantal bomaanslagen waarbij intussen honderden mensen zijn omgekomen.